# Camponotus tokunagai
Camponotus tokunagai é uma espécie de inseto do gênero Camponotus, pertencente à família Formicidae.